# Элвин Стардаст
Элвин Стардаст (англ. Alvin Stardust, наст. имя — Бернард Уильям Джури, англ. Bernard William Jewry; 27 сентября 1942, Лондон — 23 октября 2014) — британский поп- и рок-музыкант, первую известность получивший в 1961—1962 годах под псевдонимом Шейн Фентон (англ. Shane Fenton) с хитам «I’m a Moody Guy» (#22 UK), «Cindy’s Birthday» (#19 UK), а затем, после почти десяти лет отсутствия, неожиданно успешно вернувшийся с новым имиджем на волне глэм-рока. 14 синглов Стардаста входили в UK Singles Chart, первые два — «My Coo-Ca-Choo» (#2, 1973) и «Jealous Mind» (#1, 1974) — имели наибольший успех.

## Биография
Бернард Уильям Джури родился в районе Масвелл-Хилл (северный Лондон), в раннем возрасте переехал с родителями в Мэнсфилд, Ноттингемшир. Музыкальное воспитание мальчик получил в семье: у родственников дома была большая сцена с оборудованием; здесь исполнялись, в основном, популярные кокни-песни и негритянские спиричуэлз. Некоторые помещения своего трехэтажного дома в Мэнсфилде семья сдавала в аренду гастролирующим музыкантам и актёрам: в этой среде и рос Джури. Первым кумиром мальчика был Рой Роджерс; ковбойские фильмы с его участием сформировали ранние музыкальные вкусы мальчика и явились первым импульсом к тому, чтобы заняться музыкой всерьёз. Бернард Уильям обучался в средней школе (интернате) Southwell Minster Collegiate; здесь впервые увлекся рок-н-роллом и собрал свой первый ансамбль The Jewry Rhythm Band.

## Дискография

### Альбомы
- 1974 — The Untouchable (Magnet Records)
- 1974 — Alvin Stardust (Magnet)
- 1975 — Rock With Alvin (Magnet)
- 1979 — Rock On (MFP)
- 1983 — Picture of You (Stiff Records)
- 1984 — I Feel Like Alvin Stardust (Chrysalis Records)
- 1996 — Live at Ronnie Scotts (Magnet)
- 1998 — Still Standing: Greatest & Latest (EMI)
- 2010 — I Love Rock N' Roll: Greatest Hits & More (Universal UK)

### Синглы

#### Shane Fenton & The Fentones
- «I’m A Moody Guy» — 1961 — UK Singles Chart #22 UK
- «Walk Away» — 1962 #38
- «It’s All Over Now» — 1962 #29
- «Cindy’s Birthday» — 1962 #19

#### Alvin Stardust
- «My Coo-Ca-Choo» — 1973 #2 UK
- «Jealous Mind» — 1974 #1
- «Red Dress» — 1974 #7
- «You You You» — 1974 #6
- «Tell Me Why» — 1974 #16
- «Good Love Can Never Die» — 1975 #11
- «Sweet Cheatin' Rita» — 1975 #37
- «Pretend» — 1981 #4
- "A Wonderful Time Up There — 1981 #56
- «I Feel Like Buddy Holly» — 1984 #7
- «I Won’t Run Away» — 1984 — #7
- «So Near to Christmas» — 1984 — #29
- «Got a Little Heartache» — 1985 #55[4]